# James McClure
Pour les articles homonymes, voir McClure.
James McClure, né le 9 octobre 1939 à Johannesburg, en Afrique du Sud, et mort le 17 juin 2006 à Oxford, est un écrivain britannique de roman policier.

## Biographie
Il passe une grande partie de sa vie dans son pays natal africain. Photographe de publicité, il enseigne également pendant quatre ans avant de devenir reporter spécialisé dans les faits divers criminels. 
Il émigre au Royaume-Uni en 1965 et devient journaliste à Édimbourg, en Écosse, puis à Oxford.
Son roman Le Chien qui chante (The Song Dog), paru en 1991, narre la première rencontre du lieutenant afrikaner Tromp Kramer et le sergent bantou Mickey Zondi lors d'une enquête compliquée qui se déroule dans un bled perdu au nord du Zululand. Mais les deux personnages, un Blanc et un Noir, dont la coopération se transforme vite en amitié, sont déjà les héros d'une série amorcée en 1971 par Le Cochon qui fume (The Steam Pig), roman qui obtient à sa parution le Gold Dagger Award. Les enquêtes non dénuées d'humour de ce duo improbable ont pour cadre l'Afrique du Sud avant la fin de l'apartheid. Dans Le Flic à la chenille (The Caterpillar Cop, 1972), Kramer et Zondi recherchent le meurtrier d'un adolescent étranglé et mutilé. La victime était membre du « Club des détectives », une organisation financée par le ministère de l'Intérieur qui invitait des écoliers à devenir des auxiliaires de la police.

## Œuvre

### Romans

#### SérieLieutenant Kramer et sergent Zondi
- The Steam Pig (1971) Publié en français sous le titre Le Cochon qui fume, trad. de Didier Landauer, Paris, Éditions Gallimard, coll. « Série noire » no 2380, 1995, 332 p.  (ISBN 2-07-049428-4)
- The Caterpillar Cop (1972) Publié en français sous le titre Le Flic à la chenille, trad. de Daniel Lemoine, Paris, Éditions Gallimard, coll. « Série noire » no 2425, 1996, 302 p.  (ISBN 2-07-049477-2)
- The Gooseberry Fool (1974)
- Snake (1975)
- The Sunday Hangman (1977)
- The Blood of an Englishman (1980)
- The Artful Egg (1984)
- The Song Dog (1991) Publié en français sous le titre Le Chien qui chante, trad. de Daniel Lemoine, Paris, Éditions Gallimard, coll. « Série noire » no 2337, 1994, 365 p.  (ISBN 2-07-049345-8)

#### Autres romans
- Four and Twenty Virgins (1973)
- Rogue Eagle (1976)
- Imago: A Modern Comedy of Manners (1988)

### Essais
- Killers: A Companion to the Thames Television Series By Clive Exton (1976)
- Spike Island: Portrait of a British Police Division (1980)
- Cop World: Inside an American Police Force (1984)